# ラトガース・スカーレットナイツ

ラトガース・カラーのビッグ・テンのロゴ

ラトガース・スカーレットナイツ（英: Rutgers Scarlet Knights）は、アメリカ合衆国のラトガース大学のスポーツ競技チーム。NCAAディビジョンI所属。

## 競技チーム
| 男子スポーツ                            | 女子スポーツ       |
| --------------------------------------- | ------------------ |
| 野球                                    | バスケットボール   |
| バスケットボール                        | クロスカントリー   |
| クロスカントリー                        | フィールドホッケー |
| フットボール                            | ゴルフ             |
| ゴルフ                                  | 体操               |
| ラクロス                                | ラクロス           |
| サッカー                                | ローイング         |
| 陸上†                                   | サッカー           |
| レスリング                              | ソフトボール       |
|                                         | 水泳・飛込         |
|                                         | テニス             |
|                                         | 陸上†              |
|                                         | バレーボール       |
| †屋外競技チームと室内競技チームがある。 |                    |